# Ford B-Max
Ford B-Max — субкомпактвэн компании Ford.

## Представление автомобиля
Первые изображения автомобиля появились в ноябре 2008 года, однако они разительным образом отличаются от того, каким его представили в виде «концепта» на Женевском автосалоне в марте 2011 года. Серийная версия дебютировала в феврале 2012 года, а затем на Автосалоне в Женеве в марте этого-же года.
- Концепт спереди
- Концепт сзади

## Особенности конструкции
B-Max построен на платформе Ford Fiesta 7-го поколения. Ключевой особенностью автомобиля является отсутствие средней стойки в привычном её понимании. Такая компоновка обеспечивает широкий (1,5 м.) беспрепятственный доступ в салон, в том числе на задний ряд сидений. Роль центральной стойки выполняют интегрированные в боковые двери брусья-усилители из сверхвысокопрочной стали. B-Max также должен стать одной из первых моделей Ford в Европе, имеющей систему коммуникации с водителем Ford SYNC с голосовым управлением и расширенным набором средств безопасности, включая автоматический вызов экстренных служб на место происшествия в случае аварии. B-Max станет вторым (после Ford Focus) автомобилем, на который будет устанавливаться новейший 3-цилиндровый 1-литровый двигатель EcoBoost.

## Двигатели
Для Ford B-Max доступен следующий выбор двигателей:
Бензиновые:
- EcoBoost SCTi 1.0 л. 100 л.с.
- EcoBoost SCTi 1.0 л. 120 л.с. с системой «старт-стоп»
- Duratec 1.4 л. 90 л.с.
- Duratec 1.6 л. 105 л.с. с роботизированной 6-ст. КПП Ford PowerShift

Дизельные:
- Duratorq TDCi 1.5 л. 75 л.с.
- Duratorq TDCi 1.6 л. 95 л.с.

## Производство и продажи
Производство автомобилей в Европе на заводе в г. Крайова в Румынии (в 250 км к западу от Бухареста) началось в июле 2012 года, с началом поставок клиентам в Европе в сентябре. На предприятии выпускается около 150000 автомобилей в год. В Россию B-Max официально поставляться не будет.

### Безопасность
Автомобиль прошёл тест Euro NCAP в 2012 году:
| Euro NCAP                                                          | Euro NCAP | Euro NCAP | Euro NCAP             |
| ------------------------------------------------------------------ | --------- | --------- | --------------------- |
| · общий рейтинг                                                    |           |           |                       |
| 92%                                                                | 84%       | 67%       | 71%                   |
| взрослый пассажир                                                  | ребёнок   | пешеход   | активная безопасность |
| Протестированная модель: Ford B-Max 1,5 дизель «Trend», LHD (2012) |           |           |                       |